# Aasiaat
Aasiaat [ˈa·sia·t] (grønlandsk for Edderkopperne (der siges at bringe lykke), tidligere dansk navn: Egedesminde) er en by og en ø med samme navn  i Vestgrønland i Grønland. Byen og øen er beliggende i det sydvestlige hjørne af Diskobugten på Grønlands vestkyst. Byen Aasiaat har 3.035 indbyggere (2021), og den er dermed Grønlands femtestørste by. Aasiaat ligger i Qeqertalik Kommune.
Byen var hovedby i Aasiaat præstegæld, samt for Aasiaat Kommune, der eksisterede 1953 – 2009. Der er ca. 250 indbyggere tilsammen i de, til præstegældet og den tidligere kommune, tilhørende bygder Kitsissuarsuit (Hunde Ejlande) og Akunnaaq.
Den største arbejdsplads er fiskefabrikken, hvor der forarbejdes krabber og rejer. Byen har sygehus, alderdomshjem, børnehave, vuggestue, folkeskole (1. – 11. klasse), gymnasium, lokal erhvervsskole, voksen- og børnebibliotek, handikapskole, mv. Aasiaat Radio er samlingspunkt for kystradiotjenesten i Grønland. Foruden mange håndværksfirmaer og private erhverv har Aasiaat også et skibsværft, containerhavn samt en lufthavn.
I den gamle bydel er der museum og et forsamlingshus, som er udsmykket med 24 malerier af kunstmaleren Per Kirkeby. Aasiaat museum er indrettet i den gamle kolonibestyrerbolig. Museet er et kulturhistorisk museum, og arbejdsområdene er Egedesmindes koloniperiode og Aasiaat kommunes historie. Museet råder over en betydelig lokal historisk samling. Museet har i 1989 og 1990 foretaget arkæologiske undersøgelser, hvor der blev fundet et stor antal bopladser fra de palæo-eskimoiske kulturer. I sommeren 1993 blev der iværksat et arkæologisk udgravningsprojekt, hvor der blev fundet stenredskaber fra Dorset I og II kultur.

## Historie
Aasiaat blev anlagt som koloni under navnet Egedesminde i 1759 af Hans Egedes søn Niels Rasch Egede til minde om sin far, der var død året før. Det skete noget sydligere end den nuværende Aasiaat by. Grundlæggelsen af kolonien skete for at forhindre de europæiske – især hollandske – hvalfangeres fangst langs Grønlands vestkyst, men også for at forhindre at de drev handel med grønlænderne, den såkaldte snighandel (handel med forbudte varer). I 1763 flyttedes kolonien til dens nuværende placering, men allerede før anlæggelsen af kolonien havde området været beboet længe.
I 1900-tallet begyndte kolonien at udvikle sig til en by. Sygehuset blev bygget i 1916, og efterskolen i 1928. I 1930'erne udvikledes torskefiskeriet, og de øgede indtægter gjorde at mange kunne flytte fra tørvehuse og ind i nye træhuse.
Under 2. verdenskrig oprettede USA i 1942 som led i de amerikanske forsvarsanlæg i Grønland vejrstationen Bluie West Five i Aasiaat, som var en vigtig erhvervsfaktor, indtil den blev nedlagt. Derefter var Byls afhængig af fiskeri, der dog stagnerede økonomisk, indtil forarbejdningen af fisk og rejer blev moderniseret i 1980'erne. I 1948 fik Aasiaat et skibsværft og i 1949 en fiskefabrik.
I 1950 blev Aasiaat hovedbyen i Aasiaat Kommune . Samme år blev der bygget et kraftværk, der gav byen elektricitet. De første industrier blev etableret - bådebyggeri og frysehus - og vejene blev forbedret. I 1951 havde byen 1.016 indbyggere. 
I 1951 blev der bygget en kaj, og rejefabrikken åbnede. Rejefiskeriet var af særlig betydning i Aasiaat. Et stort skolekompleks blev bygget i 1955, et vandværk i 1957, et alderdomshjem i 1958 og et hospital med 85 senge i 1960. I 1961 fik Aasiaat en kaj indrettet til store skibe.
I 1964 blev der bygget en heliport for at forbinde Aasiaat med fly. Den nuværende kirke er fra 1965. I 1969 blev der åbnet en brandstation. I 1960'erne kom de første boligblokke, samtidig som indbyggerne fik telefon.
Fra 2009 til 2018 var Aasiaat i Qaasuitsup Kommune og er siden 2018 hovedbyen i Qeqertalik Kommune.

## Turisme
I vintermånederne er der blandt andet mulighed for langrend på præparerede løjper, snescooterkørsel og ture på hundeslæde. I idrætshallen er der mange muligheder for indendørs sportsgrene.
Mange af øerne i området er fredede. I sommerperioden fyldes området med havterner, pukkelhvaler og vågehvaler, samt om vinteren narhvaler.
Transport til og fra Aasiaat kan foregår med enten fly, helikopter eller båd. 